# Port lotniczy Ułan Bator-Chöszig
Nowy Międzynarodowy Port Lotniczy Ułan Bator-Chöszig – międzynarodowe lotnisko oddalone o 52 km od centrum Ułan Bator, w dolinie Chöszig. Zastąpił on port lotniczy im. Czyngis-Chana i obsługuje obszar metropolitalny Ułan Bator.

## Projekt
Lotnisko zostało zaprojektowane z założeniem, że początkowo obsługiwać będzie trzy miliony pasażerów rocznie. Projekt uwzględnia również miejsce pod rozbudowę lotniska, po której można będzie obsłużyć dwanaście milionów pasażerów rocznie. Port zostanie wyposażony w czynną 24 godziny na dobę wieżę kontroli lotów.
Projektanci spodziewają się, że w początkowej fazie działalności nowy port lotniczy będzie odprawiać średnio 2,5 miliona pasażerów rocznie. Dla porównania, Port lotniczy im. Czyngis-Chana – obecny port obsługujący rejon Ułan Bator i największe lotnisko Mongolii odprawia około 900 tysięcy podróżnych rocznie (2011). Liczba operacji frachtowych (cargo) ma wzrosnąć dziesięciokrotnie w porównaniu z operacjami z poprzedniego portu.
Na lotnisku planowane są dwie drogi startowe, droga oraz stacja kolejowa.

## Budowa
W maju 2008 Japoński Bank Międzynarodowej Współpracy udzielił mongolskiemu rządowi czterdziestoletniej pożyczki w wysokości 28,8 miliarda jenów (385 milionów dolarów USA), oprocentowanej na 0,2% – na cel budowy nowego lotniska międzynarodowego. Warunkiem tak korzystnej pożyczki jest, by projekt portu lotniczego opracowany został przez japońskich projektantów i zrealizowany przez japońskich budowniczych – jednakże sprzęt i materiały w 70% mogą pochodzić z innych krajów. Między 2009 i 2011 rokiem – spółka Azusa Sekkei and Oriental Consultants Joint Venture opracowała projekt i dokumentację przyszłego lotniska. W 2011 roku ogłoszony został przetarg na wykonawcę projektu – wygrała go spółka Mitsubishi-Chiyoda Joint Venture. 10 maja 2013 roku podpisana została umowa między wykonawcą a inwestorem (Civil Aviation Authority of Mongolia).
Prace budowlane rozpoczęto w maju 2013 roku. Budowa betonowej konstrukcji wieży kontroli lotów rozpoczęła się 13 września 2013 roku. 29 stycznia 2014 roku lotniskowa podstacja elektryczna została zbudowana i podłączona do mongolskiej sieci przesyłowej.

## Zdjęcie

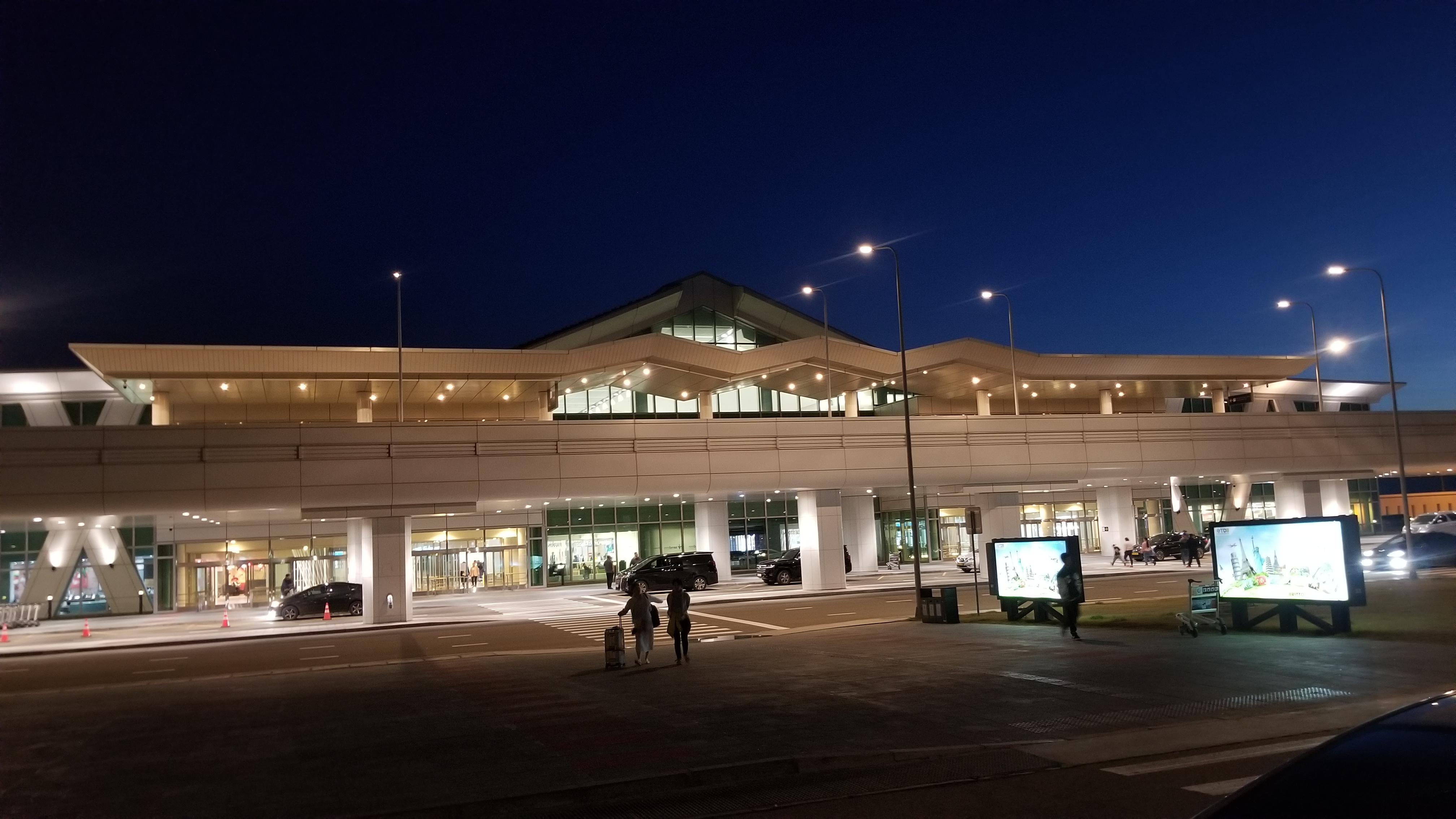
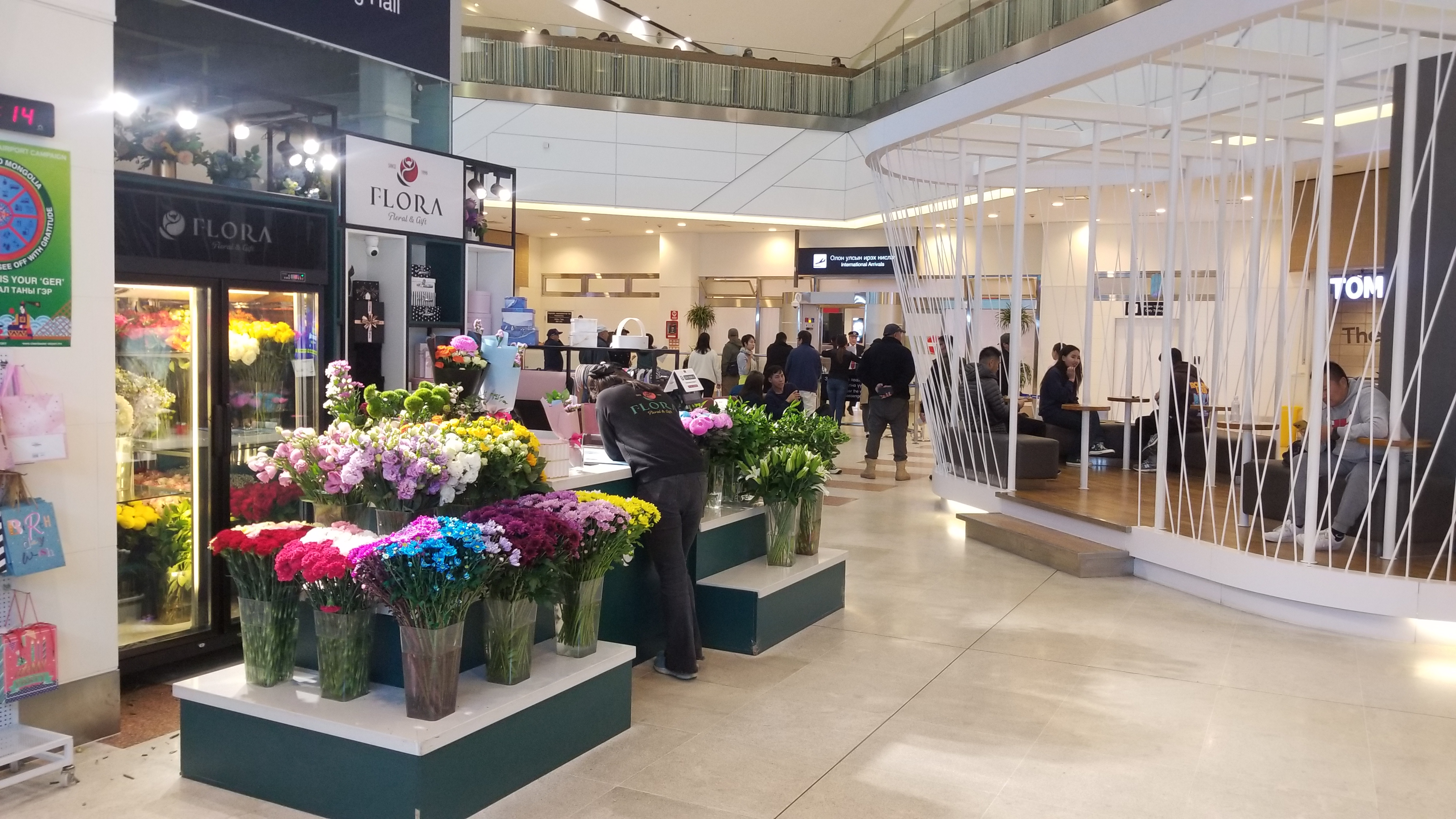
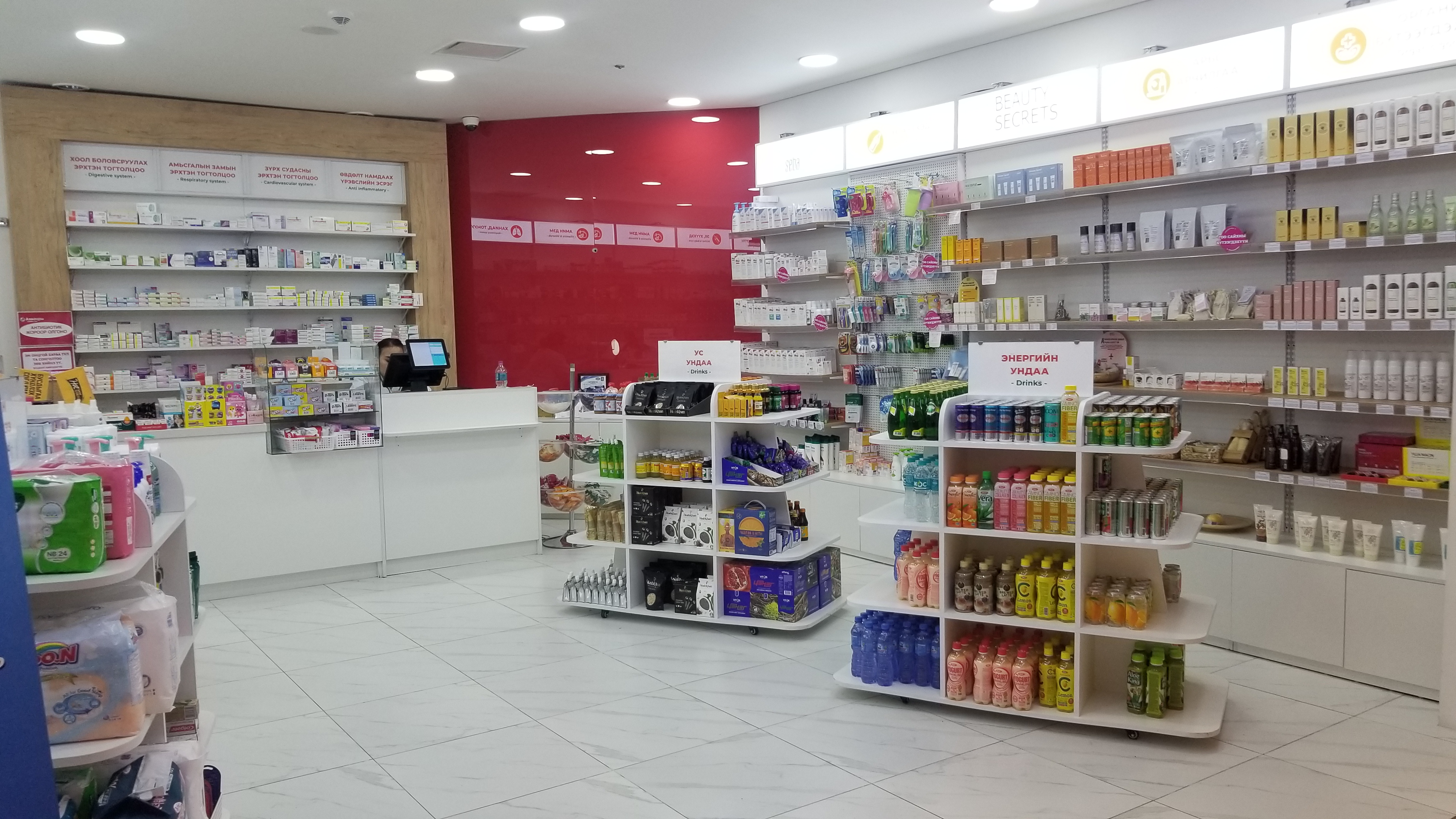
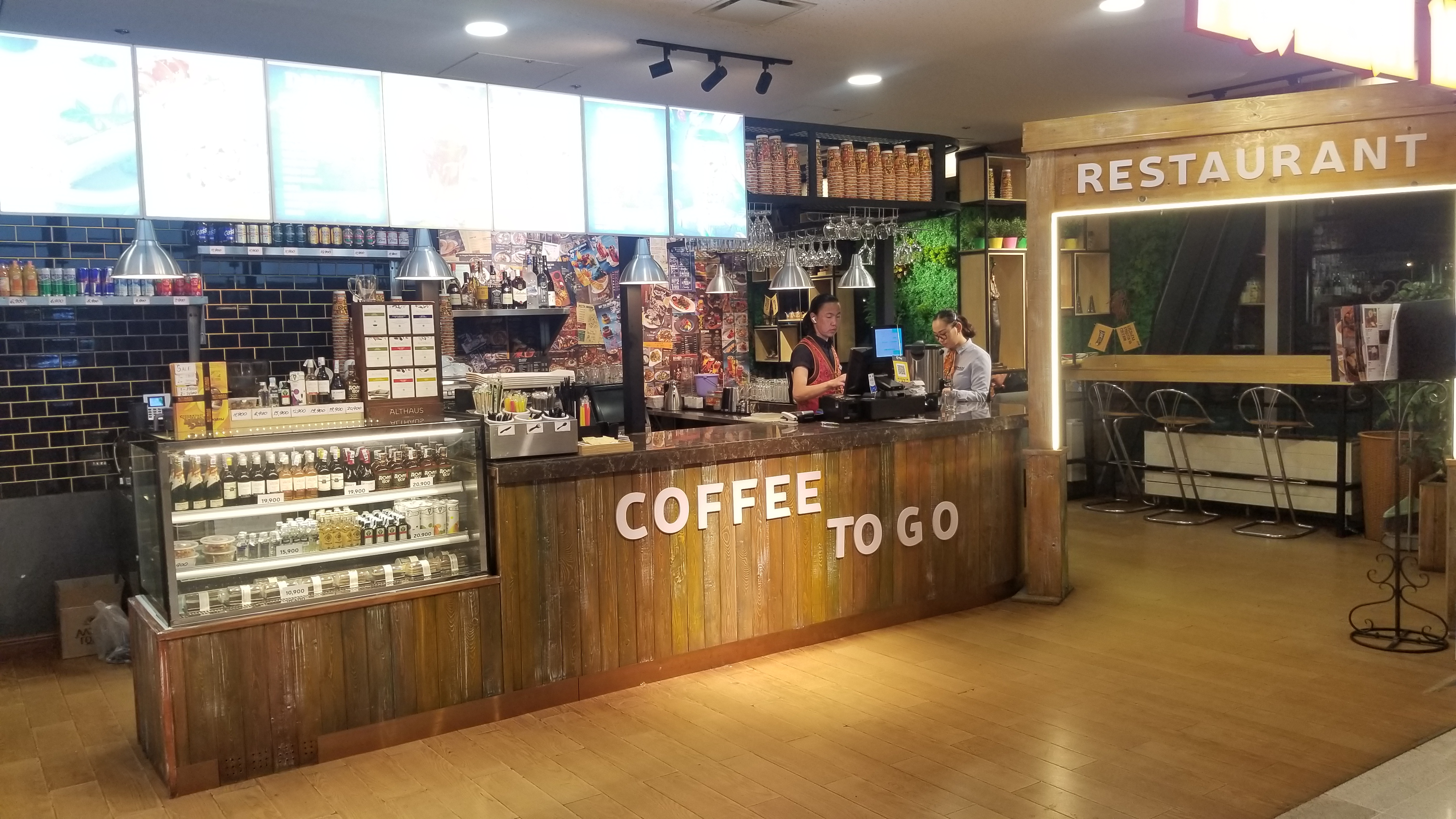
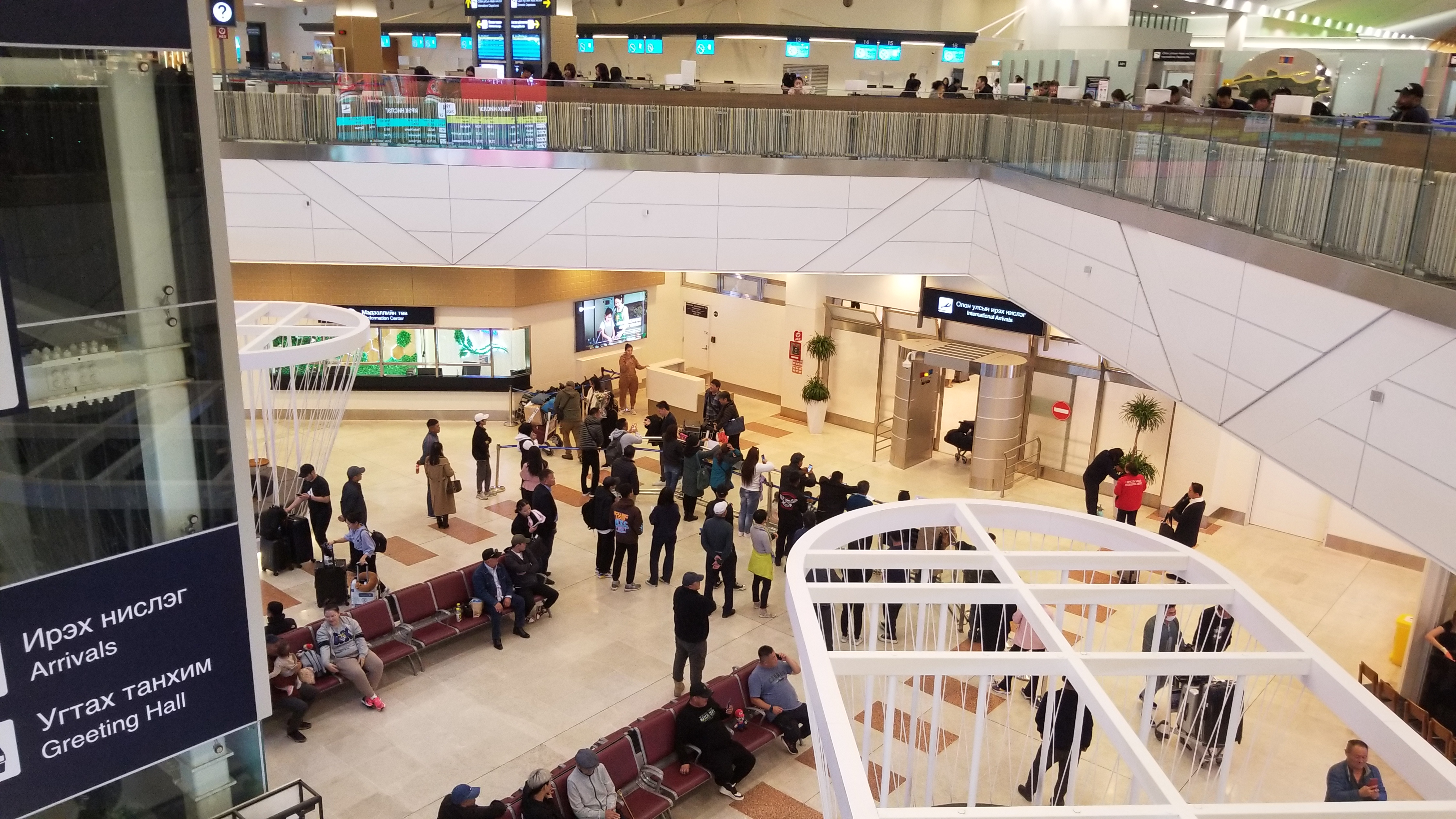
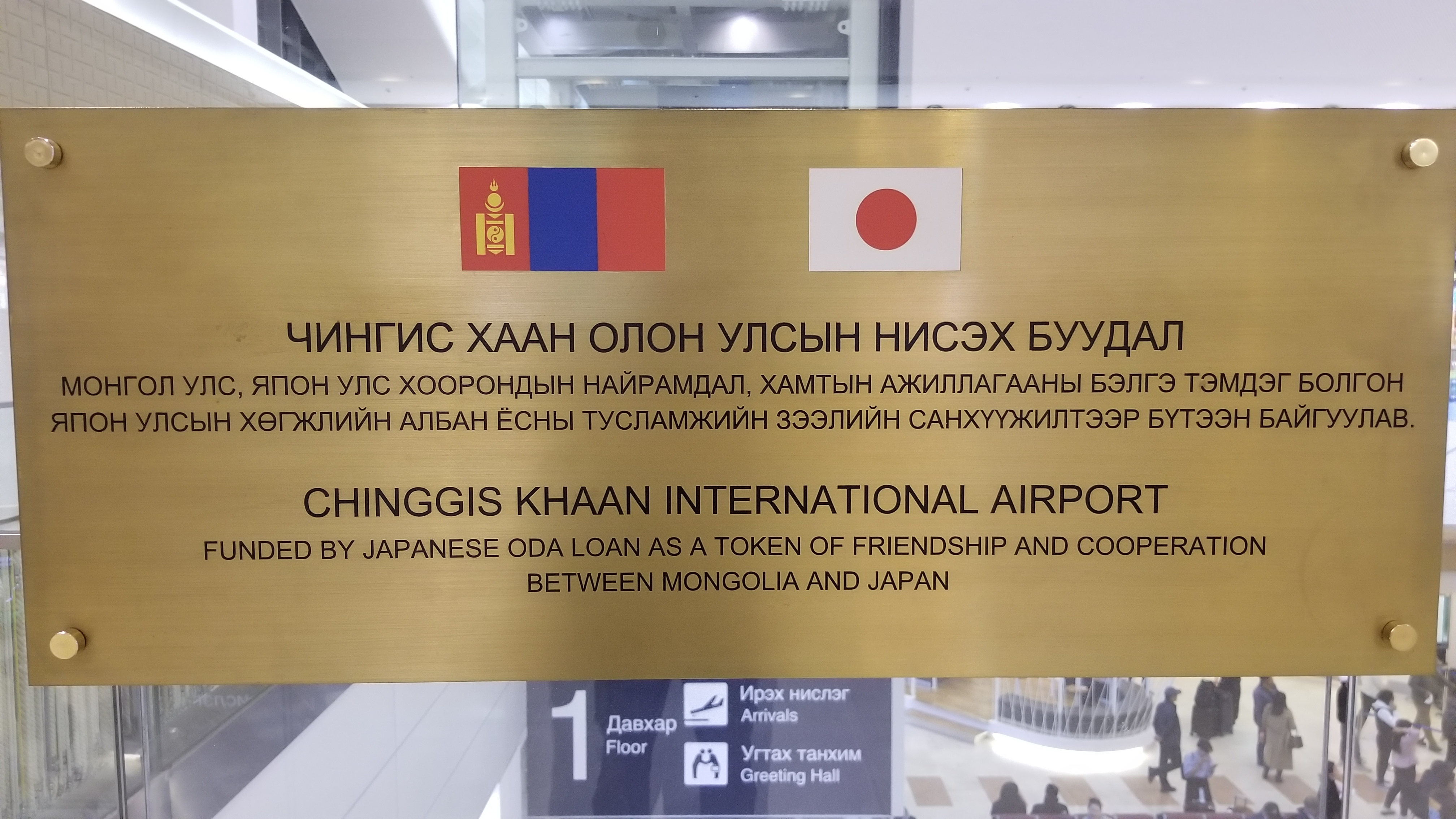
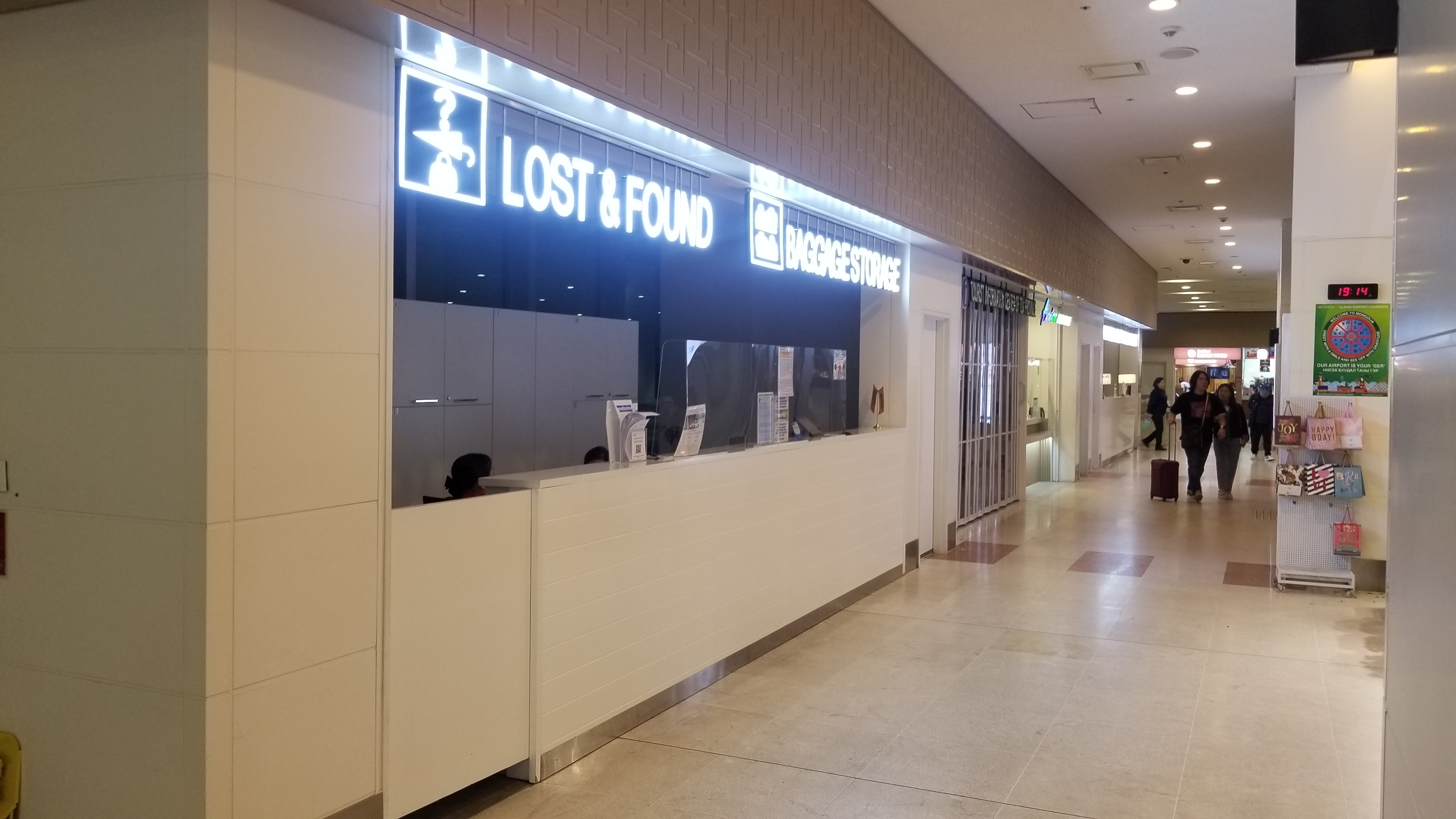
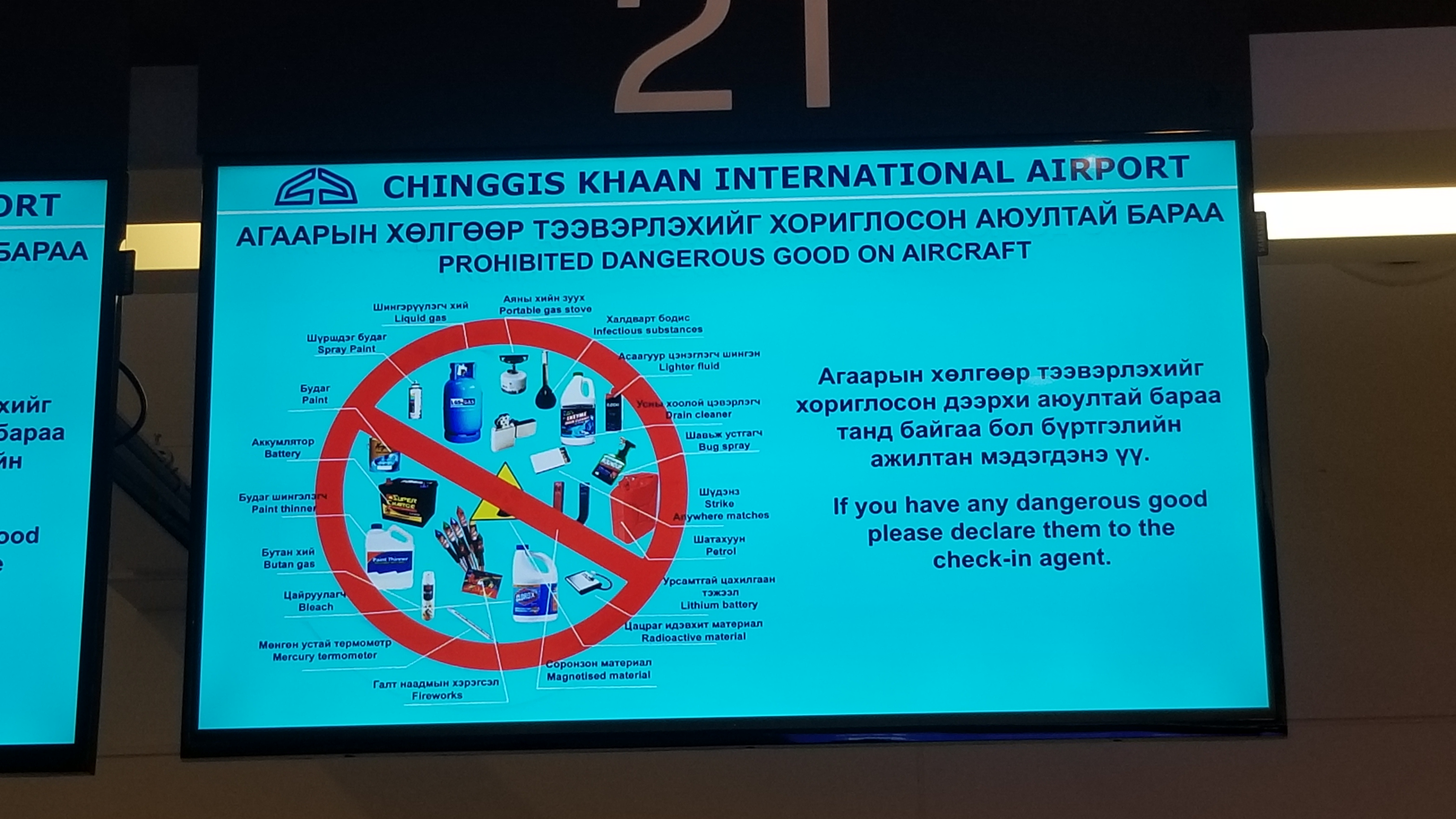
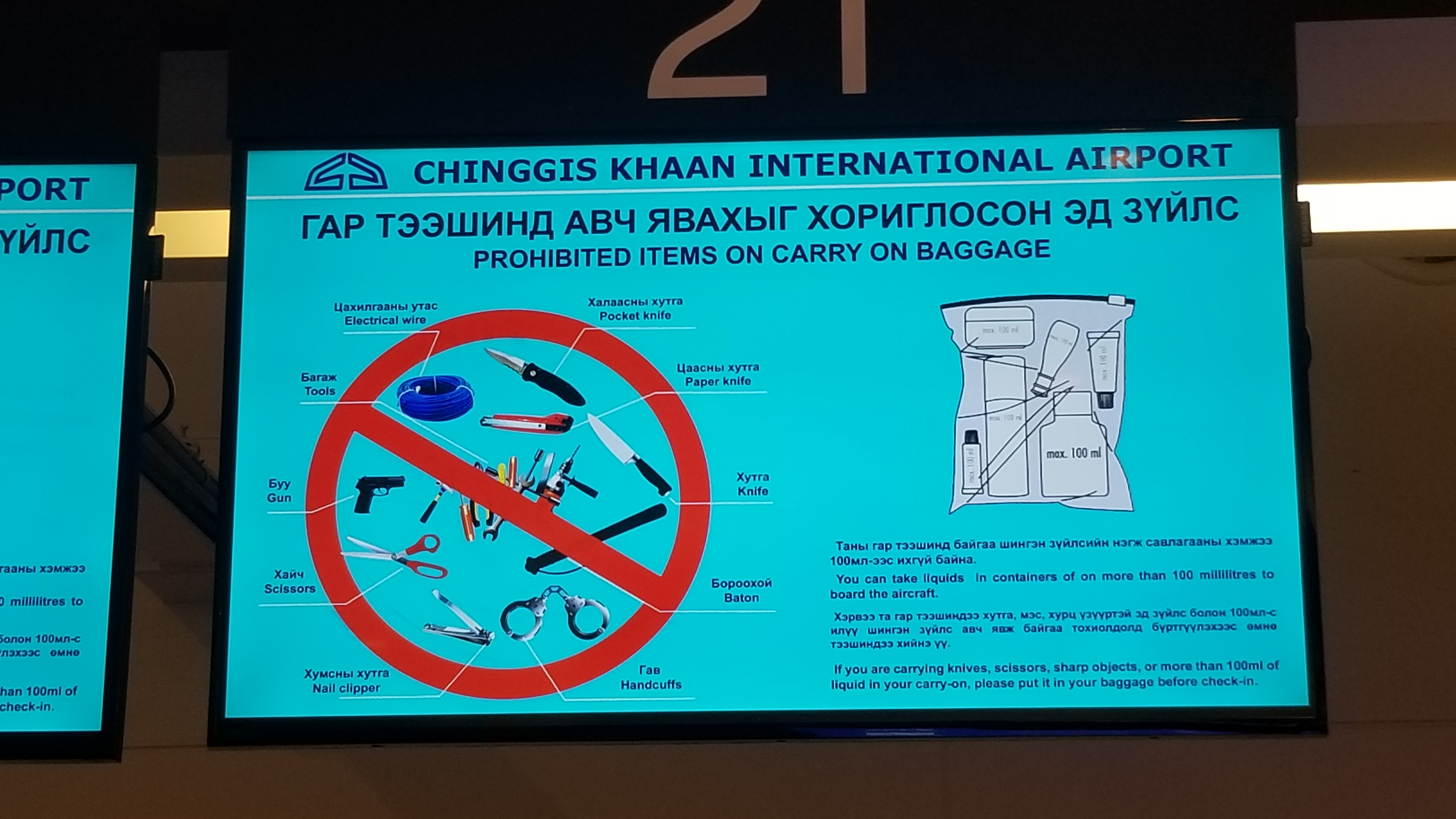
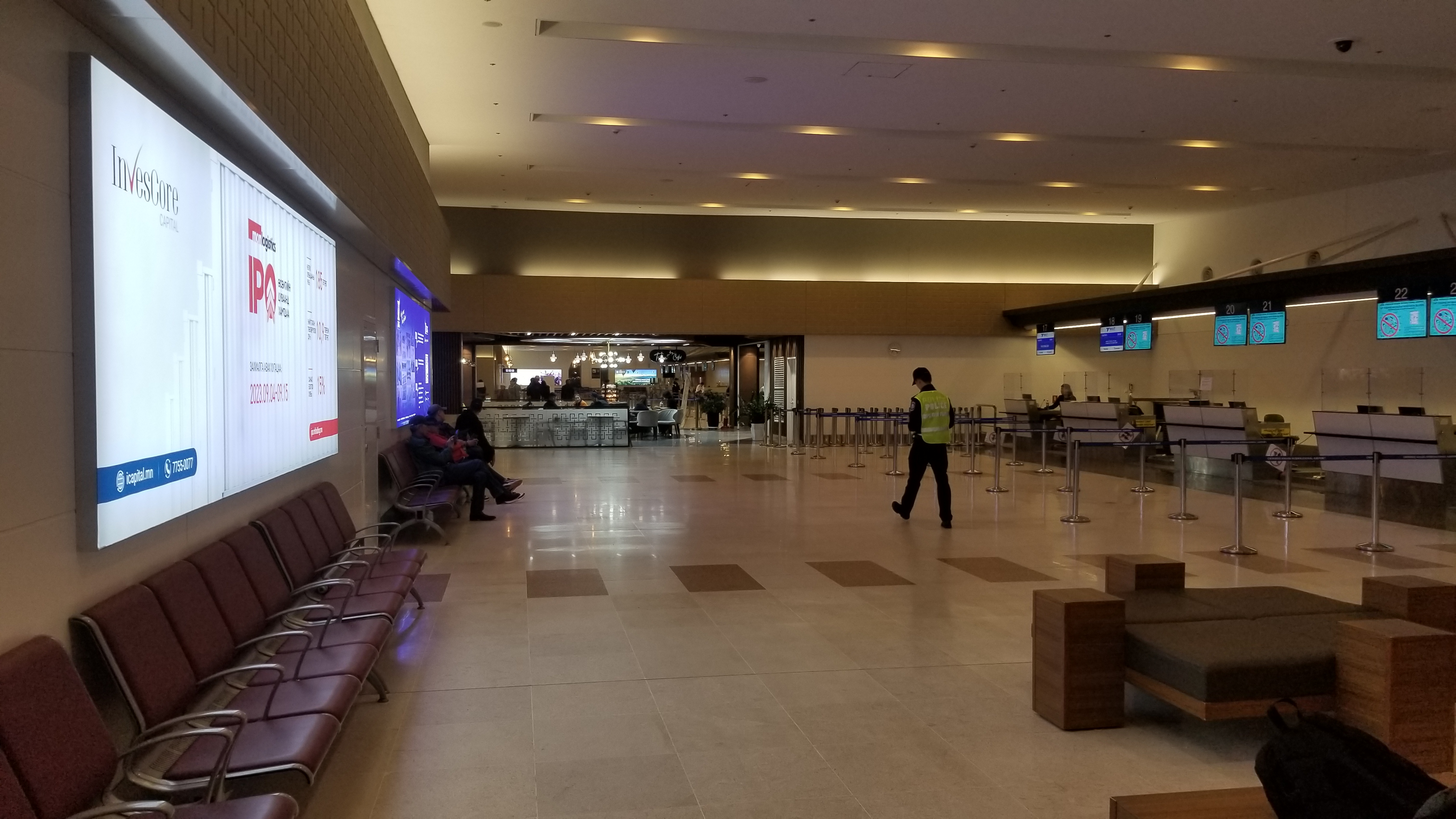
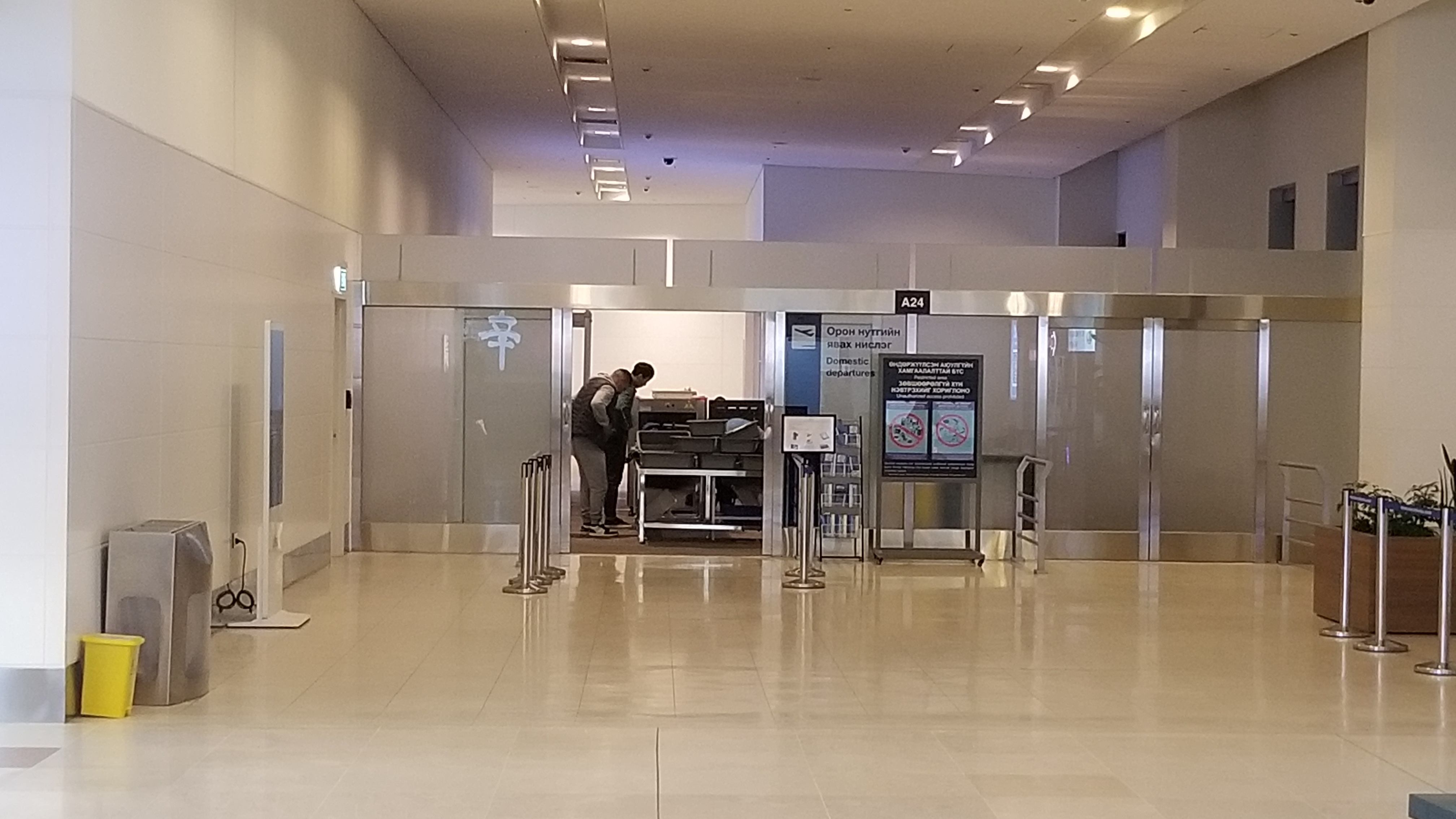
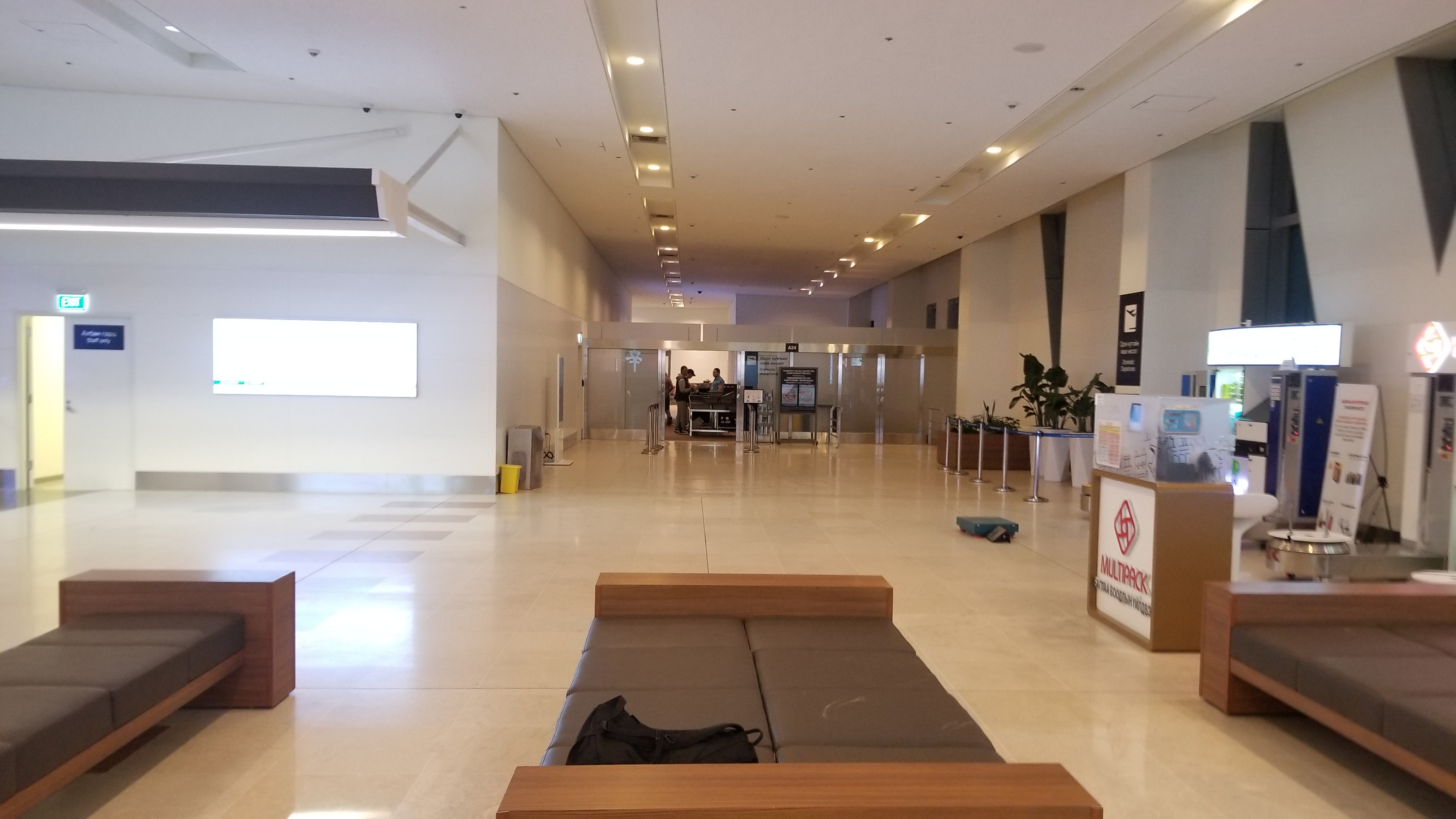
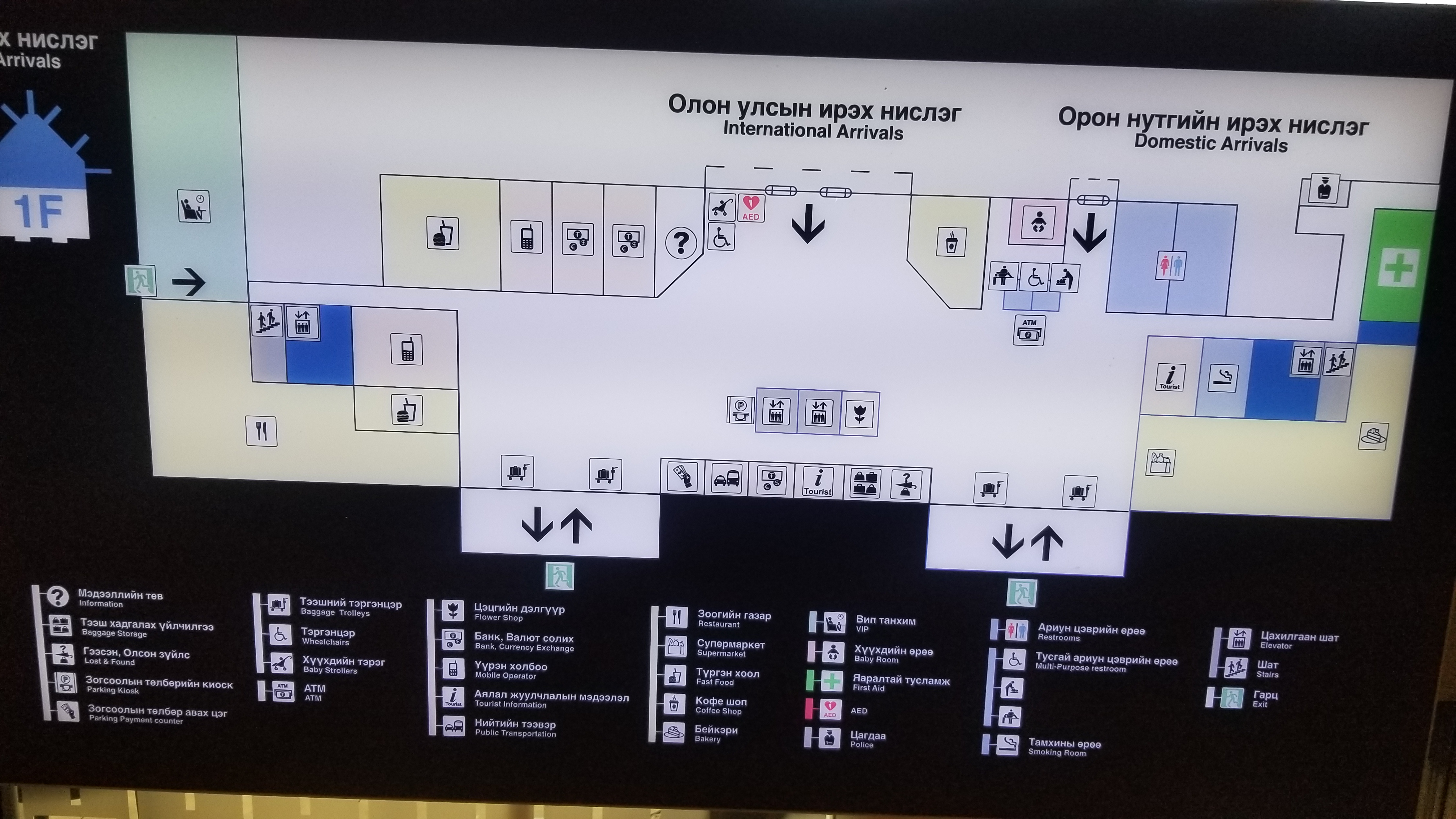
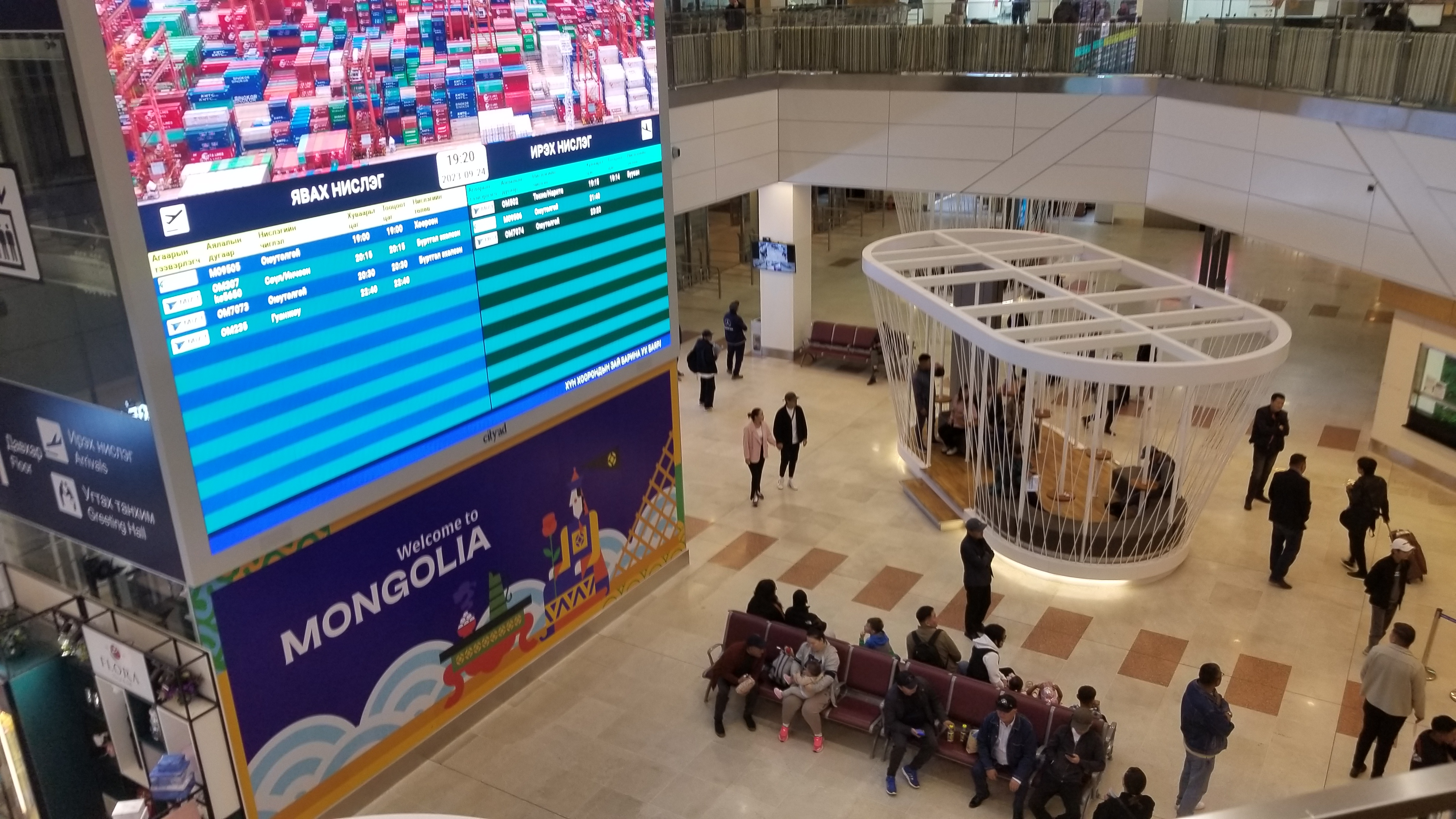
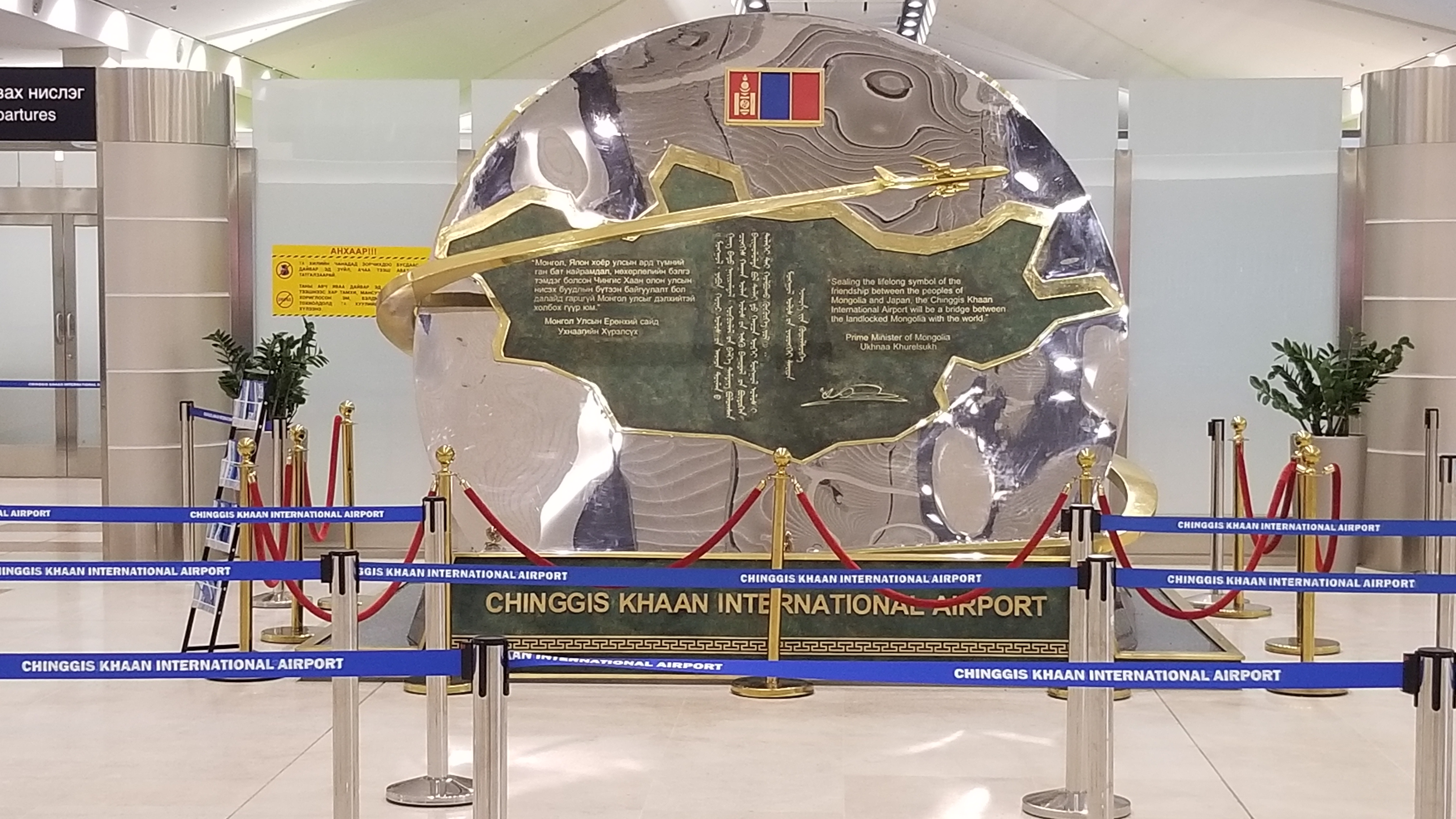
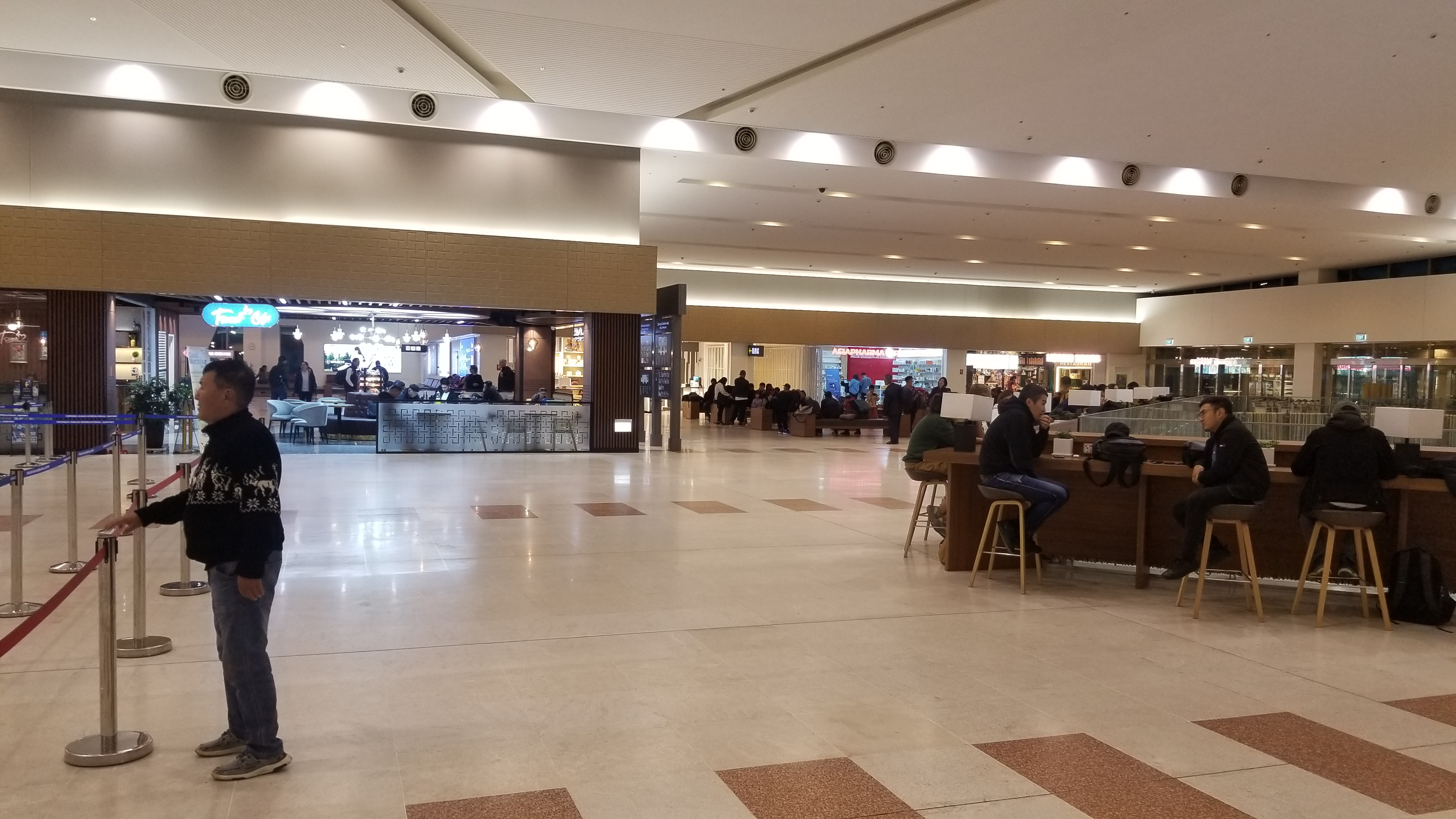
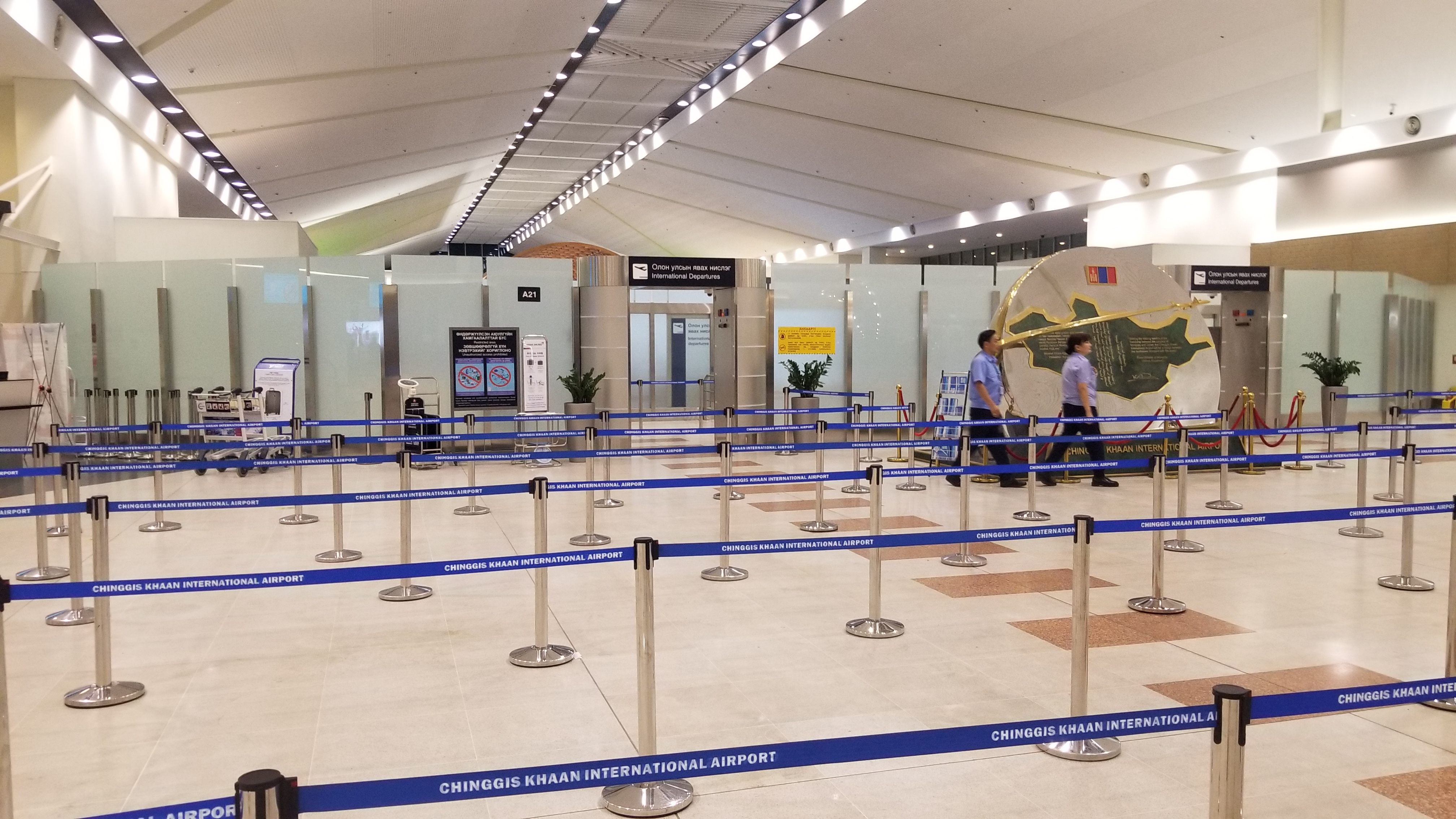
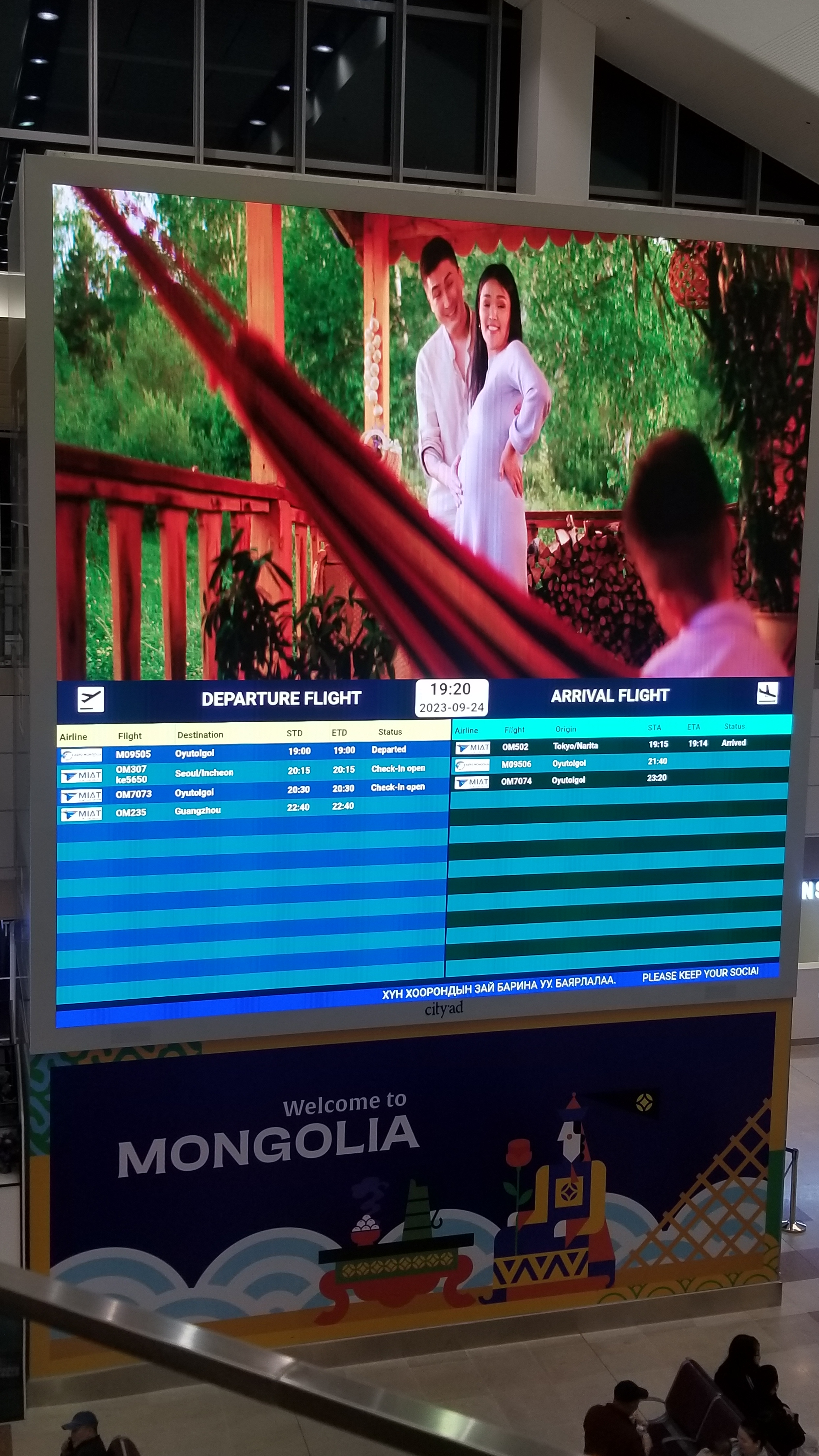
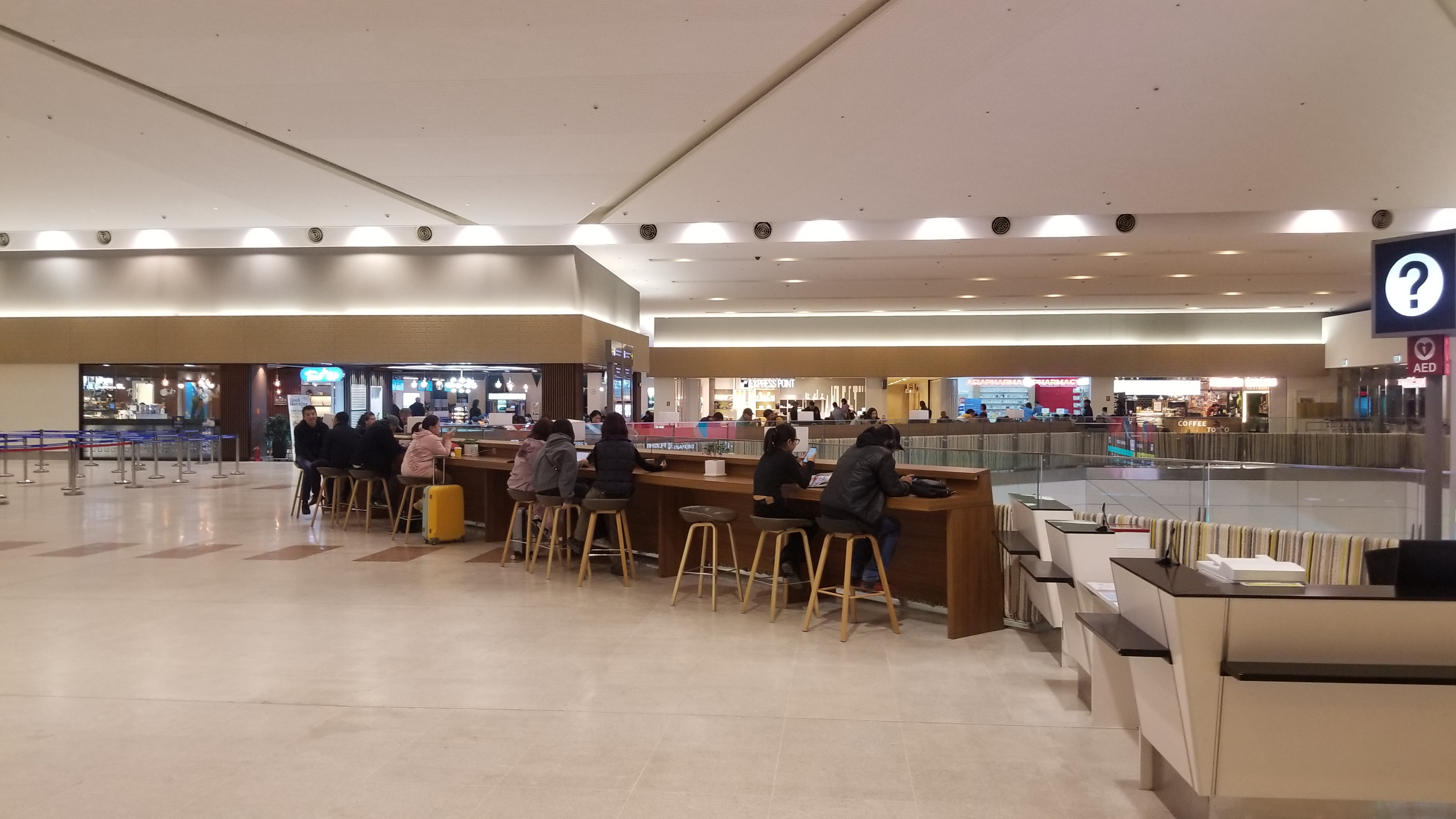
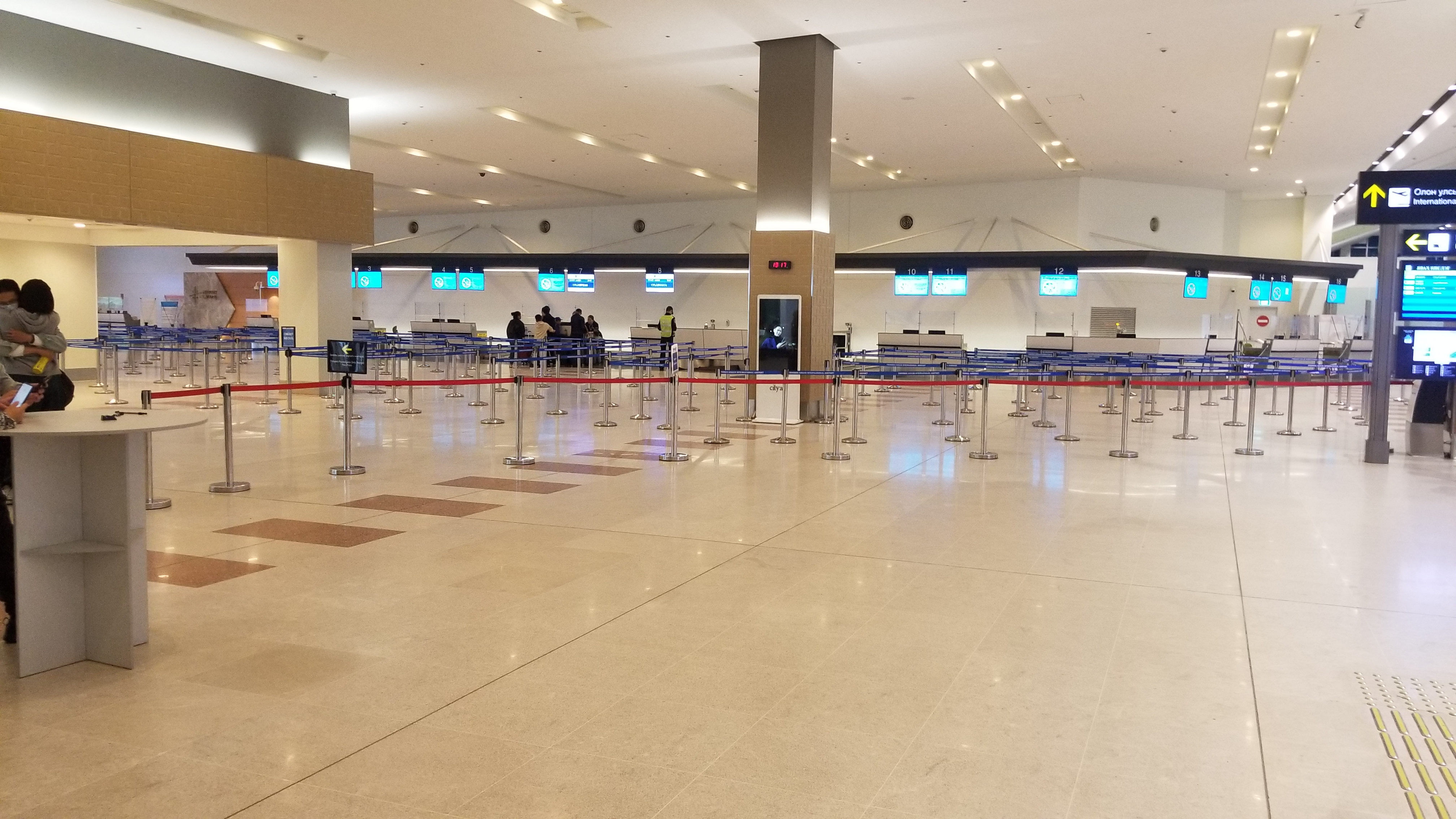
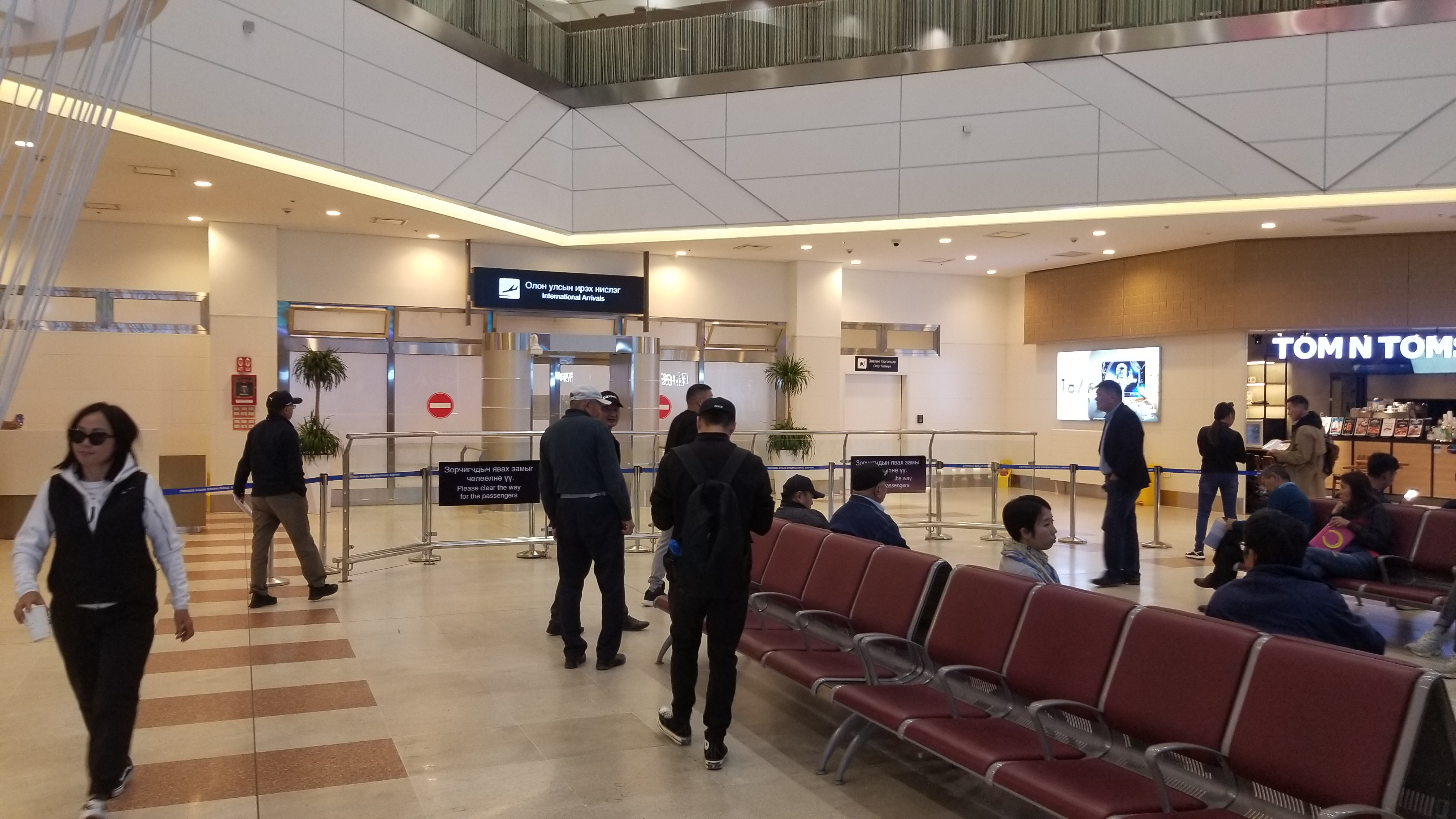
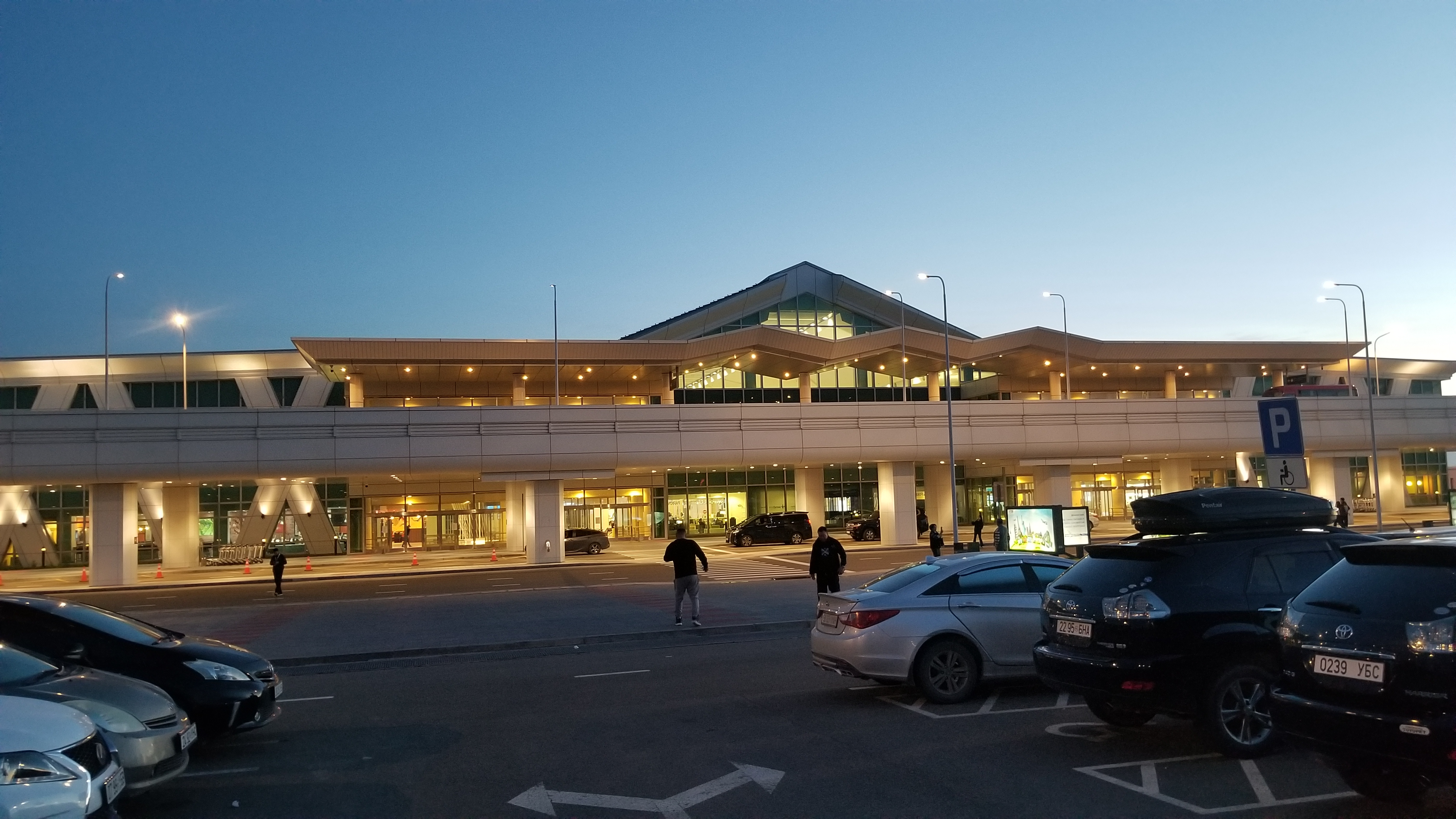